# Lü (État)
Pour les articles homonymes, voir Lü.
722 av. J.-C. – 481 av. J.-C.
Entités précédentes :
- Dynastie Zhou

Entités suivantes :
- Chu (État)

Lü (chinois simplifié: 吕; chinois traditionnel: 呂; pinyin: Lǚ) était un état vassal de la dynastie Zhou dans l'actuelle Chine centrale pendant la période des Printemps et Automnes (722-481 av. J.-C.).

## Origine
Les familles souveraines des quatre États de Qi, Xu (en), Shen (en) et Lü portaient tous le nom de famille Jiang (en) (姜), et revendiquaient une ascendance commune.

## Voir également
- Lü (nom de famille) (en)